# روزبیتک
روزبیتک (به لهستانی:  Rozbitek) یک روستا در لهستان است که در گمینا کویلچ واقع شده‌است.